# Hoffmannseggia miranda
Hoffmannseggia miranda är en ärtväxtart som beskrevs av Noel Yvri Sandwith. Hoffmannseggia miranda ingår i släktet Hoffmannseggia och familjen ärtväxter. Inga underarter finns listade i Catalogue of Life.